# 蜗牛区

蜗牛区（Chiocciola）是義大利錫耶納的17個堂區之一。位
位于锡耶纳城市西南角的圣马可门（Porta San Marco）附近。
该区标志为一只蜗牛。区旗为红色和黄色，镶蓝色边。
传统上，其居民制作红陶。
主保为宗徒伯多禄及保禄，6月29日庆祝。其敌人是龟区。
它的格言是：“随着缓慢而蓄意的步骤，蜗牛获得战场的胜利。”。
该区最后一次在赛马节中获胜，是在1999年8月16日。